# لردهای داگ‌تاون
لردهای داگ‌تاون (به انگلیسی: Lords of Dogtown) یک فیلم درام بیوگرافی آمریکایی محصول سال ۲۰۰۵ به کارگردانی کاترین هاردویک و به نویسندگی استیسی پرالتا است.  این فیلم گروهی از اسکیت بازهای جوان را در اواسط دهه ۱۹۷۰ در سنتا مونیکا، کالیفرنیا را دنبال می‌کند. این نخستین تولید مشترک کمپانی‌های کلمبیا پیکچرز و ترای‌استار پیکچرز است.

## توضیحات اضافه
دیوید فینچر و فرد درست برای کارگردانی این فیلم آماده بودند اما کاترین هاردویک سرانجام کار را به دست آورد و فینچر به عنوان تهیه کننده باقی ماند. 